# 長澤ルナ
長澤 ルナ（ながさわ るな、1995年1月27日 - ）は、日本のAV女優。バンビプロモーション所属。

## 略歴・人物
神奈川県出身。2016年にデビューした華奢で貧乳のロリ系AV女優。
趣味はAV鑑賞、ソフトテニス。

## 出演作品

### アダルトDVD
2016年
- 「いつも乳首をコリコリされるの、それだけでオツユがすごいんです。」 超敏感乳首でぺたんこAカップお嬢様の解禁トロトロ狂乱SEX（11月11日、FIRST STAR）
- 貧乳の天才 こんな美少女なのに、ザーメンとオジさんをこよなく愛する性格良し子ちゃん 十八才（11月19日、キチックス）
- 完全ガチ交渉! 噂の、素人激カワ看板娘を狙え! vol.42 in 目黒（11月25日、プレステージ）
- 16周年記念SP 新宿で声を掛けた可愛いお嬢さんに「新作水着のモデルになって下さい」と声をかけ、撮影でテンションを上げてヌルヌル泡泡ソープ体験 本編撮りおろし+ソープ体験シリーズ厳選総集編（12月8日、アイエナジー）
- 偶然見かけた貧乳女子がまさかのノーブラ!?見られる事に興奮した彼女の敏感乳首はビンビンに立っていて… 5（12月23日、DOC）

2017年
- 学校の帰りにエロプリしているJ○にガチ交渉! スケベな事しか考えていないならエッチな事させてください! 6（1月6日、DOC）※「ちあき」名義
- モニタリング ハーレムSP Hな事に興味アリ女子グループ×草食系男子 普段男性と接する機会のない女子大に通う女子大生に「女性コンプレックス改善のお手伝いしてくれませんか?」と声をかけ、敏感早漏爆発勃起チ○ポを見せつけたら一生懸命手とり足とりカラダを張って優しく励ましてくれるのか? 全員と何度も気持ち良くなる☆奇跡の5P連続射精!!（2月16日、SODクリエイト）※「ルナ」名義
- マジックミラー号 スポーツに打ち込みすぎて女心を忘れたノーパン・ノーブラ女子体育大生 激イカセ雪溶け生潮大噴射10人10連発!! 彼女たちは痙攣しながら生ち○ぽを欲しがる!! その内6人は挿入まで…（3月2日、SODクリエイト）※「ゆい」名義
- 便女教育! 「彼氏とラブラブだった私ですが、おじさんに寝取られてザーメン便器に教育されました」（3月7日、新セカイ）※「るな」名義
- 寝ている女子校生にイタズラしていたら逆に生ハメを求められて、もう発射しそうなのにカニばさみでロックされて逃げられずそのまま中出し! 2（3月18日、アイエナジー）
- 私のスケベな乳首を弄ってください…。（3月18日、F&A）※「るな」名義
- つるぺた貧乳Aカップ美少女 俺たちのいいなり中出し肉人形（3月24日、宇宙企画）
- しょうぢょとあそべるおみせがたのしすぎたからこづくり（5月1日、ZUKKON/BAKKON）
- 神待ち家出少女を助けまくって10人の神様に君臨した僕（6月1日、MOODYZ）
- 昭和女のエレジー 全裸羞恥!悶え泣く女子挺身隊、官能の極みに落ちる1945（6月1日、ヒビノ）
- 近所の奥さんを自宅に連れ込んでイキ我慢させるチョイ悪ガキ（6月15日、F&A）
- 絶倫男に何度もイキ我慢を強いられたママさんバレー部員。（6月15日、F&A）
- 処方箋で人妻やJKに差し出す薬へ媚薬を混入!薬が回りきったところで自宅へ訪れ、発情したメス犬の様になったオンナに中出ししまくる悪徳薬剤師!（6月23日、SCOOP）
- 水泳部NTR夏合宿 DQN軍団に合宿先を乗っ取られ目の前で教え子をレ○プされ続けた…。（7月7日、MOODYZ）
- 部活帰りの女子校生に生中出し（8月11日、BAZOOKA）
- 最強属性 13（8月25日、最強属性）